# Novantatre (programma televisivo)
Novantatre è una trasmissione televisiva trasmessa su TMC nel 1992 e 1993 condotta da Umberto Smaila con la collaborazione di Alessia Marcuzzi.
La prima puntata è andata in onda il 2 dicembre 1992 alle 20:40. 
Il programma prevede una serie di sfide tra diverse cittadine italiane.